# Marumba nympha
| image = 
| image_width = 220px
| image_caption =  dorsal
| image2 = Marumba nympha MHNT CUT 2010 0 124 Mudumalai National Park male ventral.jpg
| image2_width = 220px
| image2_caption = Marumba nympha ventral
Marumba nympha is een vlinder uit de familie van de pijlstaarten (Sphingidae). De wetenschappelijke naam van de soort werd in 1903 gepubliceerd door Lionel Walter Rothschild & Heinrich Ernst Karl Jordan.